# Esquerra Catalana dels Treballadors
Esquerra Catalana dels Treballadors (ECT; en catalán: Izquierda Catalana de los Trabajadores) fue un partido político de ideología nacionalista catalana e izquierdista, próximo al maoísmo, activo en el departamento de Pirineos Orientales, en Francia. ECT fue fundada en 1972 y tenía su sede en Perpiñán.

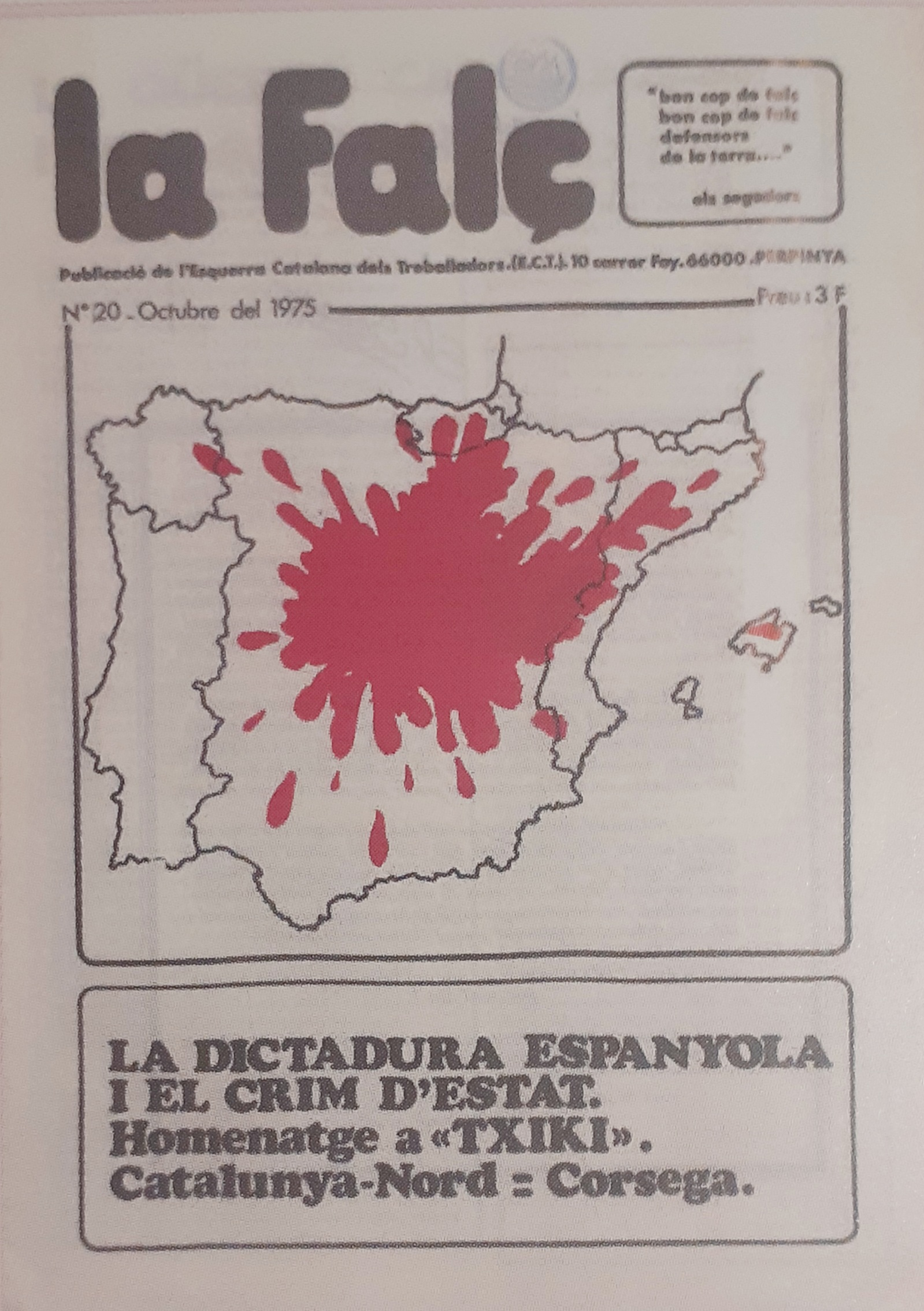
Portada de la revista La FalÇ

ECT estuvo ligada al Partit Socialista d'Alliberament Nacional (PSAN). En 1977 un grupo ligado al Partit Socialista d'Alliberament Nacional-Provisional (PSAN-P) se separó del ECT y forma la Organització Socialista d'Alliberament Nacional (OSAN).
ECT publicó La Nova Falç (La Nueva Hoz).
La organización fue disuelta en 1981, pero muchas de sus células continuaron trabajando en otros grupos políticos como Unitat Catalana (UC).